# 알코르 (항성)
알코르(Alcor)는 큰곰자리 방향에 있는 쌍성계이다. 밤하늘에서 알코르는 더 밝은 미자르의 바로 옆에 있으며 두 별은 큰곰자리 내 북두칠성의 일원이자 안시 이중성을 구성한다. 최근 연구에 의하면 알코르는 미자르와 멀리 떨어져 있지만 중력적으로 속박되어 있는 쌍성계로 밝혀졌다. 히파르코스 측성 위성의 관측 자료에 따르면 두 별 모두 태양으로부터 약 83 광년 떨어진 곳에 있다.

## 명칭
알코르의 플램스티드 명칭은 큰곰자리 80이다. 알코르는 원래 아랍어로 سها ('수하'/'소하')로 불렸으며 이는 '잊혀진 것' 또는 '무시당하는 것'이라는 뜻으로 미자르보다 어두운 동반 천체로 유명했다.
2016년 국제천문연맹(IAU)은 항성들의 고유명칭을 표준화 및 목록화할 목적으로 항성명칭 워킹그룹(WGSN)을 조직했다. WGSN이 발표한 첫 번째 고시에서 큰곰자리 80에 알코르 명칭이 공식적으로 부여되었다.

## 미자르와 알코르

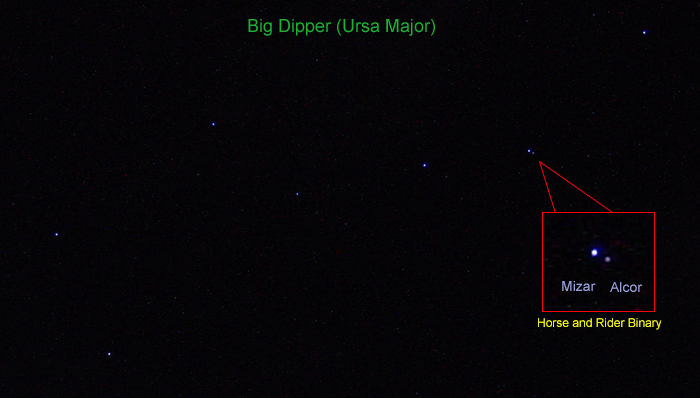
큰곰자리 내 미자르와 알코르의 위치. 확대한 사진에 미자르는 알코르와 분리되어 보인다.

맨눈으로 관측시 알코르는 2등성 미자르로부터 12 분각 떨어진 곳에 있는 것으로 보인다. 알코르 자체의 겉보기등급은 3.99이며 분광형은 A5V이다.
미자르와 알코르의 고유운동으로부터 이 두 별이 두베와 알카이드를 제외한 북두칠성의 구성원들(이들은 큰곰자리 운동성단의 구성원들로 같은 곳에서 태어난 뒤 흩어져 있다.)과 함께 움직이고 있음을 알 수 있다. 그러나 알코르는 미자르와 중력적으로 묶여 있음이 확정적으로 입증되었다. 최근의 논문들에 따르면 알코르와 미자르는 종전에 생각했던 것보다 제법 가까이 있어 대략 74000 ± 39000 AU 또는 0.5 ~ 1.5 광년밖에 떨어져 있지 않은 것으로 드러났다. 두 별이 지구로부터 정확히 얼만큼 떨어져 있는지를 모르기 때문에 두 별 사이의 거리 또한 정확히 알 수 없다. 만약 두 별이 지구로부터 정확히 같은 거리만큼 떨어져 있다면(이럴 가능성은 크지 않아 보인다.) 두 별의 거리는 17800 AU (0.281 ly)에 불과할 것이다.

## 알코르 B

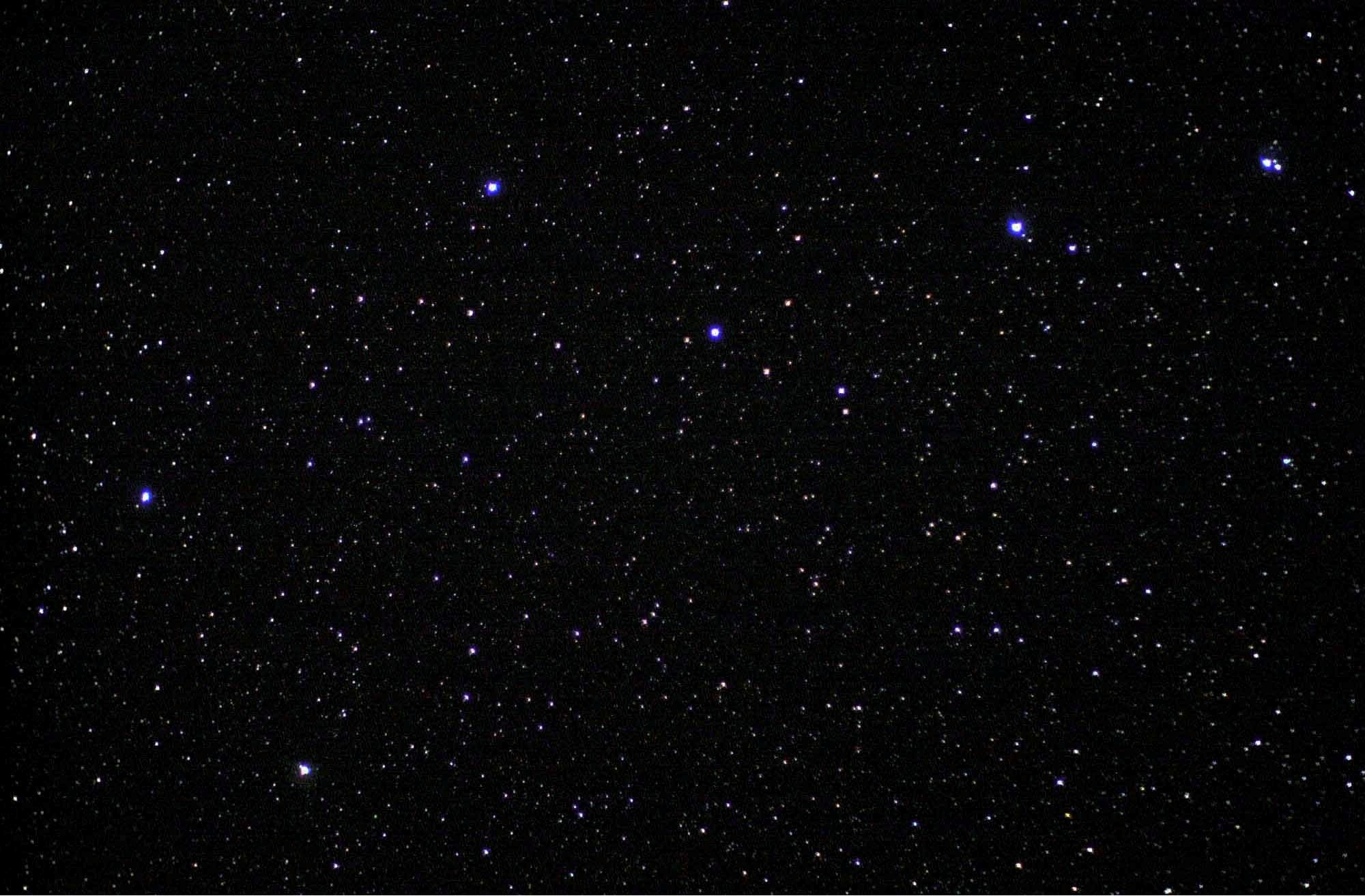
국제우주정거장에서 촬영한 북두칠성의 일부분. 미자르와 알코르는 사진의 오른쪽 윗부분에 있다.

2009년 알코르에 8.8 등급의 적색왜성인 동반성 B가 있음이 밝혀졌다.
두 집단이 독립적으로 각각 알코르 B를 발견했다. 한 그룹은 로체스터 대학교의 에릭 마마제크와 애리조나 대학교의 스튜어드 천문대 소속 연구진으로, 이들은 MMT 천문대의 6.5 미터 망원경을 사용했으며 적응광학을 응용했다. 다른 그룹은 컬럼비아 대학교 졸업생이자 프로젝트 1640의 구성원인 네일 짐머맨이 이끄는 국제협력단으로, 미국 자연사 박물관 / 케임브리지 대학교 천문학 재단 / 캘리포니아 공대 / NASA 제트추진연구소의 천체물리학자들이 참여했으며, 이들은 팔로마 천문대의 5 미터 헤일 망원경을 사용했다.
알코르 B는 알코르 A로부터 1 초각 떨어져 있다. B의 분광형은 M3-4이며 주계열성이고 적색왜성이다.
알코르 A와 B는 서로 1.2 광년 떨어져 있으며 삼중성계 미자르와 함께 우주공간을 움직이고 있다. 이들은 지구에서 좀 더 가까운 카스토르 계 다음으로 6중성계임이 두 번째로 밝혀진 항성계이다. 미자르-알코르 6중성계는 비슷한 나이와 속도를 지닌 인근의 항성 무리인 큰곰자리 이동성군에 속해 있다.

## 다른 이름
알코르는 인도 전통 천문학에서 사프타리쉬의 아내들 중 한 명인 아룬다티로 인식되었다. 아랍어권에서 이 별을 부르던 '알-사자'는 일반적인 '수하'/'소하'를 운문적으로 바꾼 형태이다. 알코르 명칭은 아랍어 الخوّار ('알-카와르', 희미한 것)에서 유래한 것으로 보인다. 미크맥족의 '큰곰과 일곱 사냥꾼' 신화에서 미자르는 박새이고 알코르는 미자르의 요리 그릇을 상징한다.

## 명칭 차용
USS 알코르 (AD-34)와 USS 알코르 (AK-259)는 둘 다 미국 해군의 함선이다.

## 같이 보기
- 겉보기 등급순 별 목록
- 북두칠성